# Власіха (селище, Барнаульський міський округ)
Власі́ха (рос. Власиха) — селище у складі Барнаульського міського округу Алтайського краю, Росія.

## Населення
Населення — 57 осіб (2010; 63 у 2002).
Національний склад (станом на 2002 рік):
- росіяни — 92 %